# Tygelsjö vång
Tygelsjö vång, delområde i stadsdelen Limhamn-Bunkeflo, Malmö.
Området består i stort sett enbart av jordbruksmark, förutom Anstalten Tygelsjö i Pile-Tygelsjö, som ligger någon kilometer från strandängarna.